# Шишкинское (Костанайская область)
Шишкинское (каз. Шишкин) — село в Костанайском районе Костанайской области Казахстана. Административный центр Шишкинского сельского округа. Находится примерно в 49 км к северу от центра города Костаная. Код КАТО — 395469100.
В 5 км к северо-западу находится озеро Большой Шишиколь, в 5 км к юго-западу — Бухарбайколь и Рыбное, в 9 км к северо-западу — Малый Шошкалы.

## Население
В 1999 году население села составляло 653 человека (304 мужчины и 349 женщин). По данным переписи 2009 года, в селе проживали 434 человека (208 мужчин и 226 женщин).